# Ol'ha Ovdijčuk
Ol'ha Viktorivna Ovdijčuk (in ucraino Ольга Вікторівна Овдійчук?; Diuksyn, 16 dicembre 1993) è una calciatrice ucraina, attaccante del FOMGET e della nazionale ucraina.

## Palmarès

### Club
- Campionato ucraino femminile: 6

Žytlobud-1 Charkiv: 2012, 2013, 2014, 2015, 2017-2018, 2018-2019
- Campionato turco: 2

Ankara BB Fomget: 2022-2023, 2024-2025
- Coppa di Ucraina femminile: 6

Žytlobud-1 Charkiv: 2013, 2014, 2015, 2016, 2018, 2018-2019